# Libra terranovense
La libra terranovense o bien libra de Terranova fue la unidad monetaria intermitente de la colonia británica de Terranova desde 1829 hasta 1831 y desde 1841 hasta 1865, y surgió para paliar la escasez de los dólares del ancla de las Indias Occidentales Británicas y luego de los peniques de plata del chelín colonial. Equivalía a la libra esterlina, por lo que se subdividía en 20 chelines o 240 peniques y por ello circularían a la par pero por la escasez de numerario de las de la metrópoli y a falta de autorización de acuñar monedas propias, se produjeron fichas privadas o tokens (en inglés).

## Historia
En la isla de Terranova los vascos españoles fundaron hacia 1500 en el este de la bahía de Placentia, en la costa meridional de la isla, a Placencia como un establecimiento ballenero vasco estacional, al igual que Puerto de los Vascos en el extremo occidental, la península de Port au Port en la costa oeste terranovense y en la punta Riche del extremo nórdico a San Antonio o St. Anthony y desde 1550 en Balea Baya, Bahía de las Ballenas o Red Bay en la costa labradoreña del estrecho de Belle Isle, que frecuentaban todos los años hasta 1604 y en donde ya circulaban los reales españoles peninsulares y a partir de 1535, los reales novohispanos también.
Además era visitada periódicamente por pescadores portugueses desde 1504 en lo que llamaban Sãm Johão —según el primer registro de la ubicación en dicho año del establecimiento esporádico— posteriormente se fueron sumando pescadores bretones y normandos del reino francés hacia 1527, en donde cuando pasaban las temporadas de pesca en San Juan de Terranova circularía el real portugués y la libra francesa hasta que a partir de 1535 comenzaría a usarse el real de a ocho que empezaba a transformarse en una moneda internacional.
El 5 de agosto de 1583, Sir Humphrey Gilbert tomó posesión del asentamiento pesquero de San Juan —el establecimiento inglés norteamericano más antiguo— para la reina Isabel I de Inglaterra, aunque permaneció sin población estable y por ello volvieron los pesqueros de otras naciones, por lo que comenzaría a usarse nuevamente los reales de a ocho españoles. La expedición naval inglesa a Terranova del capitán Bernard Drake ocurrió en 1585, durante el comienzo de la guerra anglo-española, que capturó las flotas pesqueras luso-hispanas y las eliminó definitivamente de la región en 1604, lo que produjo un enorme éxito militar y financiero para los ingleses.
El poblamiento europeo permanente comenzó con la colonia propietaria de la península de Avalon por parte del Reino de Inglaterra desde 1610, posteriormente se extenderían por la costa oriental de la isla y circularían las monedas de la libra esterlina. Los franceses colonizaron la costa meridional de la isla, comenzando por el lado oriental de la bahía de Placentia en donde repoblaron de manera estacional a Placencia o Placentia en 1655, construyeron en 1662 el fuerte de Plaisance y se extendieron por el norte de la misma, en donde circulaban como en el resto de Nueva Francia, las escasas monedas de la libra francesa y en especial, las reselladas de la libra colonial.
Finalmente los franceses perdieron la colonia terranovense con las pequeñas islas sureñas de San Pedro y Miquelón en 1713 por el Tratado de Utretch —las pequeñas islas serías recuperadas y que actualmente conservan— conjuntamente con la península acadiana o neoescocesa, que había sido ocupada por los británicos a consecuencia de la guerra de la reina Ana desde 1710, y con el territorio de la bahía de Hudson, por lo que los mismos pasaron a ser colonias británicas y a utilizar las escasas monedas de libra esterlina —además del real español, el portugués, los rijksdaalders o táleros imperiales neerlandeses y otras monedas extranjeras— y en especial las fraccionarias monedas coloniales «del pino» de plata y «jacobita» de estaño, peniques «de la rosa americana» y «de Hibernia» de cobre.
En la península de Labrador, específicamente en su litoral atlántico, los franceses a través de Louis Fornel fundaron tres establecimientos a modo de señorío —que recién sería reconocido, después de su fallecimiento en 1745, a su viuda Marie-Anne Barbel la cual repartiría la herencia en 1765, continuado el legado comercial por el hijo Jean-Louis Fornel— el primero se erigió en Rigolet en 1735, cerca de una comunidad inuit y ubicado en el Hamilton Inlet que conecta el lago Melville de agua dulce con la bahía Groswater, y los otros dos puestos comerciales en 1743, uno en Kaipokok en la entrada de la bahía Kaipokok a 120 km noroeste del anterior y el otro lo llamó Fort Esquimaux Baie en la desembocadura del río North West en el fondo del lago de Melville a 230 km oesudoeste de Rigolet, y a partir de 1757 cambió el nombre a Fort Montagnais Point.
Con el Tratado de París de 1763 los franceses recuperaron las pequeñas islas de San Pedro y Miquelón pero, al igual que el resto de Nueva Francia, las islas de la Magdalena y la isla de Anticosti fueron cedidas a los británicos y estos las anexionaron a la colonia de Terranova hasta 1774, año en que se las transfirió a la provincia de Quebec que conservó de los franceses la península de Labrador que recién repobló Kaipotok por comerciantes independientes francocanadiense en 1785, aunque los misioneros cristianos de la Hermandad de Moravia de Herrnhut ya estaban instalados en Nain desde 1771, Okak desde 1776, Hopedale desde 1782, y cuando aquella provincia se dividió en dos, pasaron al Bajo Canadá desde 1791 hasta 1809, fecha en que dicha Costa de Labrador con las citadas islas volvieron a administrarse desde Terranova. Todas estas colonias utilizaban en esta época las monedas de cobre del chelín colonial «de voce populi», «de Pitt», «de Machin» y «del Barco» hasta que comenzarían a escasear.
Posteriormente por carencia de monedas de la libra esterlina y para competir con los dólares españoles, se crearon en 1822 las monedas de plata del dólar del ancla de la América británica pero al no volver a acuñarse comenzarían a escasear y fue cuando empezaron a producirse en Terranova unas fichas privadas monetiformes o tokens en 1829 hasta el envío desde la metrópoli de los peniques de plata del chelín colonial en 1831.
En 1841 volvieron a escasear fraccionarios en la isla y se acuñaron tokens de peniques de cobre que circularon junto a papel moneda desde 1854 hasta 1865, cuando la libra isleña fue remplazada por el dólar terranovense.

## Fichas privadas otokens
Por la escasez de monedas circulantes fraccionarias y por la falta de autorización real de acuñar monedas propias, se produjeron de forma privada tokens en 1829 de 1⁄4 de penique o farthing de cobre, para paliar la escasez de la libra esterlina de la metrópoli y del dólar del ancla.
Posteriormente se volvieron a acuñar por nueva escasez fraccionaria, unos tokens de ½ penique terranovense en 1841, en 1846 y en 1860, todas con cecas privadas en San Juan, y circularon hasta 1865.

## Billetes
La Union Bank of Newfoundland emitió en 1854 los billetes de 1 libra de Terranova y el Commercial Bank of Newfoundland emitió la misma denominación a partir de 1857. Ambos bancos continuaron produciendo billetes denominados en libras de Terranova, inclusive después de la introducción del nuevo dólar local.